# Emil Jørgensen (fodboldspiller)
 For alternative betydninger, se Emil Jørgensen. (Se også artikler, som begynder med Emil Jørgensen)
Emil "Mille" Ludvig Peter Jørgensen (født 7. februar 1882 i Gentofte, død 23. marts 1947 smst.) var en dansk fodboldspiller.

## Fodboldkarriere
Jørgensen spillede i perioden 1901-1917 (afbrudt af to korte perioder, hvor han spillede for ØB) 115 kampe og scorede 11 mål for B.93, som han vandt det danske mesterskab med i 1916. Han var kendt som en robust centerhalf (midtbanespiller), der tacklede godt og desuden havde et godt skud.
Han opnåede fire landskampe for Danmark. Han debuterede i oktober 1911 mod England på Royal Park i London. Hans næste kamp var ved OL 1912 i Stockholm, hvor han ikke var med i Danmarks første kamp i kvartfinalen, som blev vundet med 7-0 over Norge. Fraværet skyldtes, at Jørgensen var kontorfuldmægtig i Københavns Skattevæsen, der ikke ville give ham fri for at spille fodbold. Beslutningen blev mødt med protester og læserbreve, og han fik derpå alligevel lov til at tage til Stockholm, så han var klar til semifinalen. I semifinalen mødte Danmark Holland på Stockholms Stadion, og danskerne var ganske overlegne og vandt 4-1, efter at Jørgensen havde bragt danskerne foran efter få minutter. Uheldigvis blev Poul "Tist" Nielsen skadet i kampen og kunne ikke være med i finalen. Her mødte danskerne Storbritannien (England) og var uheldige, da en af spillerne, Charles Buchwald, fik slået skulderen af led i første halvleg ved stillingen 1-2. Da det dengang ikke blev spillet med udskiftninger, måtte danskerne spille ti mod elleve i mere end halvdelen af kampen og tabte 2-4 og blev dermed nummer to i turneringen.
Jørgensen spillede sin sin sidste landskamp samme efterår mod Tyskland i Idrætsparken, hvor Danmark vandt 3-1.

## Videre karriere
Jørgensen var sekretær for KBU fra 1915 og til sin død 32 år senere. Han blev også kasserer i DBU og sad i udtagelseskomiteen i flere år. Han fungerede desuden som en slags landstræner (der var ikke landstrænere, som man kender det nu, på den tid). Derudover havde han også en funktion hos B.93, hvor han oplærte unge talenter.

## Eftermæle
Efter hans død blev de oprettet et legat i B.93 i hans navn, hvor ungdomsspillere modtog fodboldstøvler.